# Mesoleius aceris
Mesoleius aceris är en stekelart som beskrevs av Dmitriy R. Kasparyan och Shaw 2003. Mesoleius aceris ingår i släktet Mesoleius och familjen brokparasitsteklar. Inga underarter finns listade i Catalogue of Life.